# 搾精病棟〜性格最悪のナースしかいない病院で射精管理生活〜
『搾精病棟〜性格最悪のナースしかいない病院で射精管理生活〜』（さくせいびょうとう せいかくさいあくのナースしかいないびょういんでしゃせいかんりせいかつ）は、搾精研究所による成人向けの同人CG集。2018年から2019年までDLsite、FANZAにて発売された。

## 沿革
2018年12月17日から2019年10月21日まで、全11話が毎月配信された。
最終話配信後の2019年11月19日、本作がアプリ「Vカツ」のキャラクターの髪型をトレースしており、成人向け作品は使用許諾の範囲外だったことから、作品の販売が停止となる。その後、髪型を書き直して再販売をするためイラストレーターを募集。アダルトアニメ制作会社「ピンクパイナップル」が、作品のアニメ化を見据えてTwitter上でコメントを発した。最終的には、「デジタル職人」の協力を得て2021年4月30日に再販売された。同日にはアニメ版・ゲーム版も発売されている。

## あらすじ
3時間に1回射精しないといけない奇病を持っているヤマダは、両手を骨折してしまい、病院に入院することになる。骨折でオナニーのできないヤマダは、担当看護師の処置によって射精することになり、タチバナ、クロカワ、ヤマグチ、モチヅキに週替わりで搾精される。ヒラマツが担当の週に、酒を飲んで会議をサボったのを見過ごしてしまったため、以降ヤマダの担当は「三大お局」と呼ばれる権力を持った看護師が担当することになる。
三大お局のヌマジリ、キリタニ、テンドウ（・ミア）の後、女医のアマミヤとオオツカがヤマダの担当となる。アマミヤはヤマダの精子を研究しようとしている。一方ヤマダは、売店で潜入捜査をしていた警官のアイザワに、病院内で危険ドラッグを製造している証拠を掴んでほしいと潜入捜査の協力を頼まれる。
ヤマダは看護師長室に呼び出され、看護師長のテンドウ・マコに、金と引き換えにドラッグの材料として精子を提供する契約を結ばされようとするが、アイザワの付けていた監視カメラがばれてしまう。アイザワはヤマダを助けに向かうが三大お局に邪魔されてしまう。タチバナたち看護師の助けもあり、ヤマダとマコのいる部屋へとたどり着いたアイザワは、テンドウ姉妹と三大お局を逮捕することに成功する。

## 登場人物
声の項はOVA版およびゲーム版の声優。
ヤマダ
声 - 吾妻信一（OVAのみ）
主人公。3時間に1回射精しないと金玉が痛くなる奇病を持っている。
タチバナ
声 - 未来羽
1週目の当番看護師。ヤマダの性処理に嫌悪感をあらわにしている。
クロカワ
声 - 一色ヒカル
2週目の当番看護師。陰湿な性格で、気に入らない相手に嫌がらせを行おうとする。ヤマダと「クズ友」として仲良くしようとしている。
ヤマグチ
声 - 神代岬
3週目の当番看護師。元ヤンキー。好きな相手には猫を被って接している一方、ヤマダには気を使わなくて楽だと感じている。
モチヅキ
声 - 御苑生メイ
4週目の当番看護師。内気な性格だが、実はオナニー中毒。ストレス発散のために勤務時間中にオナニーをしている。
ヒラマツ
声 - 海原エレナ
5週目の当番看護師。クロカワの後輩。やる気のない性格で、業務もよくサボっている。酒を飲むとハイテンションになるが、自堕落な性格は変わらない。
ヌマジリ
声 - 和葉
三大お局の一人であり、6週目の当番看護師。相手の欠点をネチネチ言い続け、嫌がらせを行うのが好きなサディスト。
キリタニ
声 - 十夜鷹蓮
三大お局の一人であり、7週目の当番看護師。表向きは優しく見えるが、元ヤンキーであり本性は凶暴。ナースや男性患者を自身の支配下に置いている。
テンドウ・ミア
声 - みる
三大お局の一人であり、8週目の当番看護師。幼稚であり院内では好き勝手振る舞っているが、看護師長の妹であることから誰にも注意されずにいる。
アマミヤ
声 - 大花どん
女医であり、9週目に搾精を担当する。普段から老人を診療しているため地声が大きい。病院内で多数の新薬を製造し、臨床実験を行わず認可もないまま患者に投与しようとするマッドサイエンティスト。
オオツカ
声 - ももぞの薫
アマミヤの助手の看護師であり、9週目に共に搾精を担当する。元柔道選手であり、身長も190cmを超えていそうな大柄な体格。
テンドウ・マコ
声 - 青山ゆかり
看護師長であり、ミアの姉。幼少期に父親に虐待されたため、ミアに対して過保護。
昔はミアと共にヌマジリ・キリタニにいびられていたが、院長が反社会的組織と繋がりがあったことを目撃し、脅す。それを利用して看護師長の地位と薬物の売買ルートを獲得し、ヌマジリやキリタニを手なずける。
アイザワ
声 - 三好レオ
警察の潜入捜査官。病院の秘密を暴くため、売店の店員として働いていた。

## メディアミックス

### 小説
美少女文庫（フランス書院）より2020年4月17日に発売。イラストも搾精研究所本人が担当している。ISBN 9784829621011。

### アダルトビデオ
TMAより2020年10月23日に発売。タチバナを蓮実クレア、クロカワを八乃つばさ、ヤマグチを岬あずさが演じる。

### ゲーム

#### アドベンチャーゲーム
ネクストンのブランド「だーくワン！」より、全3部作で発売。
搾精病棟〜性格最悪のナースしかいない病院で射精管理生活〜
2021年4月30日発売。原画は日陰影次、神剣桜花、シナリオは須々木鮎尾。
搾精病棟〜邪悪なるお局ナースが潜む病院で調教生活〜
2022年4月28日発売。原画はぎん太郎、吉野恵子、日陰影次、神剣桜花、シナリオは武藤真晴、上田ながの、須々木鮎尾。
搾精病棟〜凶悪なる看護師長が支配する病院の深淵へ潜入捜査〜
2022年10月28日発売。原画は日陰影次、ぎん太郎、神剣桜花、吉野恵子、シナリオは武藤真晴、上田ながの。

#### 対戦格闘ゲーム
搾精病棟ファイターズ〜性格最悪のナースしかいない病院で格闘生活〜
搾精研究所のゲームブランド「搾研ゲームス」と、矢野ともゆき。のゲームブランド「矢野格闘」の共同開発によるスピンオフ作品。2023年12月22日に、全年齢向けの無料版がBOOTH、成人向けの有料版がDLsiteとFANZAにて、それぞれ配信開始。開発には『2D格闘ツクール2nd.』が使用され、無料版は対戦格闘ゲーム部分のみ、有料版はストーリーモードと追加キャラクター2名が収録されている。2024年2月22日にはSteamでも有料版が配信開始。

### OVA
『搾精病棟 THE ANIMATION』がピンクパイナップルより2021年4月30日から発売されている。監督・脚本・キャラクターデザイン・絵コンテ・作画監督を荒木英樹が、アニメーション制作をアニメーションスタジオ・セブンが担当。
| 巻 | タイトル                                         | 発売日         |
| -- | ------------------------------------------------ | -------------- |
| 1  | 搾精病棟 THE ANIMATION 〜タチバナ編〜            | 2021年4月30日  |
| 2  | 搾精病棟 THE ANIMATION 第2巻 〜クロカワ編〜      | 2022年7月29日  |
| 3  | 搾精病棟 THE ANIMATION 第3巻 〜ヤマグチ編〜      | 2022年8月26日  |
| 4  | 搾精病棟 THE ANIMATION 第4巻 〜ヒラマツ編〜      | 2023年4月28日  |
| 5  | 搾精病棟 THE ANIMATION 第5巻 〜モチヅキ編〜      | 2023年4月28日  |
| 6  | 搾精病棟 THE ANIMATION 第6巻 〜ヌマジリ編〜      | 2023年12月22日 |
| 7  | 搾精病棟 THE ANIMATION 第7巻 〜キリタニ編〜 前編 | 2023年12月22日 |
| 8  | 搾精病棟 THE ANIMATION 第8巻 〜キリタニ編〜 後編 | 2024年5月31日  |
| 9  | 搾精病棟 THE ANIMATION 第9巻 〜テンドウ姉妹編〜  | 2024年8月30日  |

### 漫画
『アナンガ・ランガ』（KATTS WORKS）にてVol.73（2021年7月2日配信）より連載。作画は亀山しるこ。
2019年にはぺに健作画によるコミカライズも発表されていたが、上記連載の発表と同時に、企画の凍結が発表された。
全年齢版の漫画が『搾精病棟 全年齢版』のタイトルで『ヤンマガWeb』（講談社）にて2022年4月10日から2023年8月13日まで連載された。作画はあおむし。ナース視点での物語になり、ナース同士の交流も多く描かれる。

#### 書誌情報
- 搾精研究所（原作）・亀山しるこ（作画） 『搾精病棟〜性格最悪のナースしかいない病院で射精管理生活〜』 エンジェル出版〈エンジェルコミックス〉、既刊2巻（2023年11月16日現在）
  1. 2022年9月15日発売[25]、ISBN 978-4-86772-014-1
  2. 2023年11月16日発売[26]、ISBN 978-4-86772-068-4
- 搾精研究所（原作）・あおむし（作画） 『搾精病棟 全年齢版』 講談社〈ヤンマガKCスペシャル〉、全4巻
  1. 2022年10月20日発売[27]、ISBN 978-4-06-529425-3
  2. 2023年1月6日発売[28]、ISBN 978-4-06-530432-7
  3. 2023年5月18日発売[29]、ISBN 978-4-06-531723-5
  4. 2023年10月19日発売[30]、ISBN 978-4-06-533398-3

## 評価
特徴的なキャラクターや、アダルト作品には珍しい興味を惹かれるストーリー構成から、インターネット上で注目を浴びた。